# Žene u starom Rimu
Žene u Starom Rimu, koje su bile rođene slobodne, smatrane su građankama (cives), ali nisu mogle glasovati i obavljati političke funkcije. Zbog njihove ograničene uloge u javnom životu rimski povjesničari žene spominju rjeđe nego muškarce. Međutim, premda rimske žene nisu imale neposrednu političku moć, one koje su potjecale iz bogatih ili moćnih obitelji mogle su vršiti utjecaj putem privatnih pregovora. Među Rimljankama koje su nesumnjivo ostavile traga u povijesti nalaze se polulegendarne Lukrecija i Klaudija Kvinta, čiji su doživljaji poprimili mitski značaj; snažne žene iz doba Republike kakve su bile Kornelija, majka braće Grakha, i Fulvija, koja je zapovijedala vojskom i izdavala novac sa svojim likom; žene iz julijevsko-klaudijevske dinastije, prije svih Livija, koja je doprinijela osnivanju carskih običaja (mores); te carica Helena, koja je značajno doprinijela širenju kršćanstva.
Kao i u slučaju muškaraca, žene koje pripadaju eliti i njihova politički važna djela nadmašuju u povijesnom pamćenju one nižeg društvenog statusa. Na natpisima i epitafima iz svih dijelova Rimskog Carstva nalaze se imena mnogih žena, ali rijetko kad pružaju neke dodatne informacije o njima. Neki živi opisi svakodnevnog života sačuvani su u rimskim književnim djelima, osobito u komediji, satiri i poeziji, kao što su Katulove i Ovidijeve pjesme, koje često daju uvid u sliku žena u rimskim trpezarijama i budoarima, na športskim i kazališnim događajima, u kupovini, prilikom šminkanja, u bavljenju magijom ili u brizi oko trudnoće, no sve su te slike date očima muškaraca. U Ciceronovim se pismima, primjerice, vidi kako je ovaj veliki čovjek u neformalnim prilikama pričao sa svojom suprugom, Terencijom, i sa svojom kćeri, Tulijom, kao što njegovi govori prijekorno ukazuju na raznovrsne načine na koje su rimske žene mogle uživati seksualnu neovisnost i društveno slobodan život.
Jedini važan javni položaj koji je bio namijenjen isključivo ženama bio je u sferi religije: svećenički položaj Vestalke. Oslobođene obveze udati se ili imati djecu, Vestalke su se posvećivale obredima koji su se držali nužnim za sigurnost i opstanak rimske države, a koje nisu mogli obavljati svećenički kolegiji sastavljeni od muškaraca.

## Djetinjstvo i obrazovanje
Rimska djeca igrala su se različitim igrama, a njihove su igračke poznate zahvaljujući arheološkim nalazima i književnim izvorima. U rimskoj umjetnosti djevojčice su često prikazane kako se igraju istim igračkama kao i dječaci, kao što su lopte, obruči i zglavci. U nekim dječjim grobovima pronađene su lutke, uglavnom 15–16 cm visoke (oko polovine barbike), imaju zglobne udove i napravljene su od drveta, terakote ili od kostiju i bjelokosti. Kad bi postale punoljetne, djevojčice su svoje lutke posvećivale Dijani, boginji koja je bila najviše povezana s djevojaštvom, ili Veneri, kad su se pripremale za brak.
Neke, možda i mnoge djevojčice pohađale su javnu osnovnu školu. Ovidije i Marcijal nagovješćuju kako su dječaci i djevojčice bili školovani zajedno ili na sličan način, a Tit Livije uzima zdravo za gotovo da će centurionova kći ići u školu. Djeca iz viših društvenih slojeva učila su i grčki i latinski već od ranog djetinjstva. I dječaci i djevojčice učili su se ispravnome društvenom ponašanju tako što su pohađali večernje gozbe i druge događaje. I jedni i drugi sudjelovali su na religijskim svetkovinama, pjevali su službene pjesme u horovima, na primjer prilikom Sekularnih igara 17. godine pr. Kr.
Žene iz viših društvenih slojeva bile su, kako se čini, dobro obrazovane, neke i iznimno, i rimski povjesničari ponekad hvale njihovu učenost i kulturu. Kornelija Metela, mlada supruga Pompeja Velikog, bila je poznata po svojoj muzikalnosti i poznavanju geometrije, književnosti i filozofije. Ovako svestrana učenost ukazuje na neko formalno obrazovanje. Budući da u javnom životu žene nisu imale nikakvih službenih uloga, životi dječaka i djevojčica počeli bi se drastično razlikovati nakon stjecanja punoljetnosti, a spomenici ženama češće odaju priznanje njihovim kvalitetama u vođenju kućanstva nego njihovim intelektualnim postignućima. Vještine potrebne rimskoj matroni za vođenje kućanstva zahtijevale su obuku, i majke su vjerojatno svoje znanje prenosile kćerima na način koji je bio prikladan njihovom društvenom položaju, imajući u vidu značaj koji se u rimskom društvu pripisivao tradiciji, tj. "običaju predaka" (mos maiorum).

## Žena u obitelji i pravu

### Žena kao kći
I kćeri i sinovi bili su potčinjeni vlasti oca obitelji (patria potestas), odnosno vlasti koju je uživao njihov otac kao kućni starješina (familia). Rimsko se kućanstvo smatralo kolektivom (corpus = "tijelo") nad kojim je otac obitelji (pater familias) imao nadmoć (dominium). Robovi, koji nisu nikakvih zakonskih prava, smatrani su imovinom koja je dio kućanstva. Početkom carskog razdoblja pravni položaj kćeri gotovo se nije ni razlikovao od položaja sinova. Ako bi otac umro bez oporuke (intestatus), njegova je kći uživala isto pravo u raspodjeli ostavštine kao i sin, iako se u 2. stoljeću pr. Kr. pokušalo ograničiti to pravo. Čak i neovisno o pravnome statusu, čini se da su kćeri u rimskoj obitelji bile jednako cijenjene i uvažavane kao i sinovi, premda su sinovi bili ti od kojih se očekivalo doprinijeti obiteljskom ugledu prateći oca u državnim prilikama.
Otac obitelji imao je pravo i dužnost pronaći muža svojoj kćeri, pa su brakovi uglavnom bili dogovoreni. U teoriji, dječak i djevojčica morali su imati dovoljno godina života da bi dali suglasnost za brak, ali za djevojčice starosna granica za stupanje u brak bila je 12, a za dječake 14 godina, iako se čini da su dječaci najčešće stupali u brak kasnije, u prosjeku u dobi od 19 godina. U višim društvenim slojevima za granicu između djetinjstva i adolescencije uzimala se 14. godina života, ali zaruke su se mogle sklopiti i ranije, dok su djeca još bila premlada za sklapanje braka, a djevojke iz plemićkih obitelji u načelu su se udavale mlađe nego djevojčice iz nižih slojeva. Većina djevojaka udavala se u kasnim tinejdžerskim i ranim dvadesetim godina. Od djevojke iz aristokratske obitelji očekivalo se prije udaje biti djevica, na što bi ukazivala i njena mladost. Kći je imala pravo odbiti brak koji su joj ugovorili roditelji jedino ako dokaže da je predloženi mladoženja nedostojne naravi.
U doba rane Republike nevjesta je postajala podložna moći (potestas) svog supruga, ali u manjoj mjeri nego njihova djeca. Međutim, do početka carstva pravni odnos kćerke i njenog oca ostajao je na snazi i nakon njene udaje, pa čak i nakon što se ona već preselila u dom svog supruga. Taj je aranžman bio jedan od čimbenika koji je rimskim ženama osiguravao određeni stupanj neovisnosti, kakav nije postojao u većini drugih društava, od antike pa sve do ranog novog vijeka: premda je ona zakonski bila odgovorna svom ocu, njen svakodnevni život nije se odvijao pod njegovim neposrednim nadzorom, a njen suprug zakonski nije imao nikakvu vlast nad njom.
Od kćeri se očekivalo poštovati oca i ostati mu odana, čak i ako je to značilo sukob s muževim mišljenjem. No, to "poštivanje" nije uvijek bilo apsolutno. Nakon što je ugovorio prva dva braka za svoju kći, Ciceron se, ispravno, kako će se ispostaviti, usprotivio njenom vlastitom izboru nepouzdanog Dolabele za trećeg muža, ali nije mogao ništa učiniti kako bi spriječio taj brak.
Kći je cijelog života zadržavala svoje obiteljsko ime (nomen) i nije preuzimala muževo. Djeca su obično nosila očevo ime. Međutim, u carsko doba djeca bi ponekad svome imenu dodala i majčino obiteljsko ime, ali bi ga čak u potpunosti preuzela umjesto vlastitog imena.

### Žena i pravo
Premda su prava i položaj žena u najstarijem razdoblju rimske povijesti bili ograničeni u odnosu na njihova prava u doba pozne republike (146.‒30. pr. Kr.) i carstva, Rimljanke su već u 5. stoljeću pr. Kr. mogle posjedovati zemljište, pisati vlastite oporuke i pojavljivati se na sudu. Povjesničar Valerije Maksim jedan odjeljak svog spisa O znamenitim riječima i djelima posvećuje ženama koje su na sudu zastupale sebe ili druge osobe. Te su se žene pokazale kao vješte u držanju govora u sudnici, iako je govorništvo smatrano jednom od glavnih djelatnosti ambicioznih muškaraca u rimskoj državi. Jedna od tih žena, Mezija Sentina, nosi ime koje je određuje kao stanovnicu grada Sentina, a ne, kako bi to zahtijevali običaji, ime koje je određuje u odnosu na nekog muškarca, bilo oca bilo muža. Ova se Mezija pojavila na sudu i sama iznijela svoju odbranu i nakon dosta kratkog suđenja gotovo je jednoglasno oslobođena optužbe zahvaljujući snažnom i djelotvornom govoru koji je održala. Međutim, kako su se sva ta obilježja smatrala svojstvenim muškarcima, Valerije Maksim vjerovao je da se ispod njenog ženstvenog izgleda krio "muški duh" te je ona otada bila poznata kao "Androgina" (Androgyne).
Sposobnost Mezije Sentine predstaviti svoj slučaj "pažljivo i snažno" (diligenter et fortiter) implicira da su žene, iako se nisu redovito pojavljivale na javnom sudu, ipak imale iskustvo u privatnim deklamacijama i na obiteljskom sudu. Afranija, supruga jednog senatora u vrijeme Sule, tako se često pojavljivala pred pretorom, koji je predsjedavao suđenjima, premda je imala odvjetnike koji su ju mogli zastupati, da je bila optužena za klevete (calumnia). Nakon toga donesen je edikt koji je zabranjivao ženama pokretati parnice u tuđe ime, s obrazloženjem kako to škodi njihovoj "čednosti" (pudicitia). Zamjećeno je da, iako su žene često prekoravane zbog navodnog slaboumlja i nepoznavanja prava, pa im je zato bila potrebna zaštita odvjetnika, u stvarnosti su poduzimane mere kako bi se njihov utjecaj i efikasnost ograničili. I pored ovog posebnog ograničenja, postoje brojni primjeri žena koje su poduzimale mudre korake u pravnim stvarima tijekom pozne republike i principata, uključujući i one koje su iza scene davale naloge svom odvjetniku.
Emancipirana žena postajala je zakonski samostalna (sui iuris) te je mogla posjedovati imovinu i njome raspolagati po svojoj volji. Ako bi otac obitelji umro bez oporuke, zakon je nalagao imetak ravnopravno podijeliti među njegovom djecom, bez obzira na dob i spol. Oporuka koja je predviđala drukčije uvjete ili je emancipirala nekog člana obitelji bez odgovarajuće pravne procedure mogla se osporiti. Od vremena pozne republike žena koja je nasljeđivala jednak dio imovine kao i njena braća postajala bi neovisna o agnatskom nadzoru.
Kao i u slučaju maloljetnika, emancipirana žena imala je pravnog skrbnika (tutor) koji joj je bio dodijeljen. Međutim, ona je zadržavala svoju poslovnu sposobnost i jedina skrbnikova uloga bila je zapravo davanje formalne suglasnosti na njene postupke. Skrbnik se nije miješao u njen osobni život i žena koja je bila sui iuris mogla se udati za koga je željela. Žena je imala i određene zakonske mogućnosti zamijeniti skrbnika koji joj nije bio po volji. U doba cara Avgusta žena koja je stekla tzv. ius liberorum, tj. pravni status koji joj je omogućivala činjenica da je rodila troje djece, bila je oslobođena obveze imati skrbnika, a car Klaudije zabranio je agnatsku skrb. Uloga skrbi kao pravnog instituta postupno je slabila, da bi u 2. stoljeću nove ere čuveni pravnik Gaj rekao da ne vidi nikakvog razloga za takav institut. Pokrštenje carstva, koje je započelo preobraćenjem cara Konstantina početkom 4. stoljeća, naposljetku je donijelo značajne promjene u pravnom položaju žena.

### Bračno pravo
Tijekom klasičnog doba rimskog prava nikakva ceremonija nije bila nužna za sklapanje braka, već samo uzajamna volja i dogovor o zajedničkom životu. Bračne ceremonije, ugovori i druge formalnosti služili su samo kao dokaz da se dvoje ljudi doista vjenčalo. U doba starijeg ili arhajskog rimskog prava bilo je tri vrste braka: confarreatio, koji je sklapao uz simbolično dijeljenje kruha (panis farreus); coemptio, koji se zasnivao na nekoj vrsti uzajamnog ugovora među supružnicima; te usus, koji je samo ozakonjivao postojeće stanje, odnosno postojeći suživot dvoje ljudi. Brak koji su sklapali patriciji uvijek je bio confarreatio, dok su plebejci birali jedan od druga dva tipa. U braku per usum, ako je žena izbivala iz kuće tri dana i tri noći za redom, nije potpadala pod zakonsku vlast supruga. 
Oblik braka poznat kao manus bio je uobičajen u doba rane republike (458. – 274. pr. Kr.), ali se nakon toga prorijedio. U ovoj staroj vrsti braka nevjesta je prelazila u ruke (manus) svog supruga, odnosno, prelazila je iz vlasti (potestas) svog oca u muževu vlast. Njen miraz i nasljedna prava također su prelazila u muževu obitelj, i svaka imovina koju bi stekla nakon sklapanja braka pripadala je njenom suprugu. Muž je mogao tražiti razvod na temelju ženina preljuba, a zabilježeno je i nekoliko slučajeva razvoda zbog ženine neplodnosti. Kao brak, manus je predstavljao odnos neravnopravnih; on je značio da ženini nasljednici, ako ona umre bez oporuke, neće biti njena braća i sestre, već njena djeca, i to ne zato što je ona njihova majka, nego zato što je zakonski njen položaj bio isti kao i položaj koji je zauzimala kći njenog muža. Manus je, kao brak, značio da se od žene očekuje pokornost svom suprugu u gotovo svim vidovima života.
Ova vrsta braka gotovo se prestala prakticirati do 2. stoljeća pr. Kr., kad su se uvjeti sklapanja braka značajno promijenili tako da se favorizirala veća samostalnost žena. Takozvani "slobodni" brak nije imao nikakvih posljedica na osobni status supružnikâ. Slobodni brak obično je sklapalo dvoje rimskih građana ili, pak, građanin i osoba s latinskim građanskim pravima, a u kasnijem razdoblju carstva, uz službenu dopusnicu, taj su brak mogli sklopiti i vojnici koji su imali građanska prava sa ženama koje nisu bile građanke. U slobodnom braku žena je svom suprugu donosila miraz; ako bi brak bio razvrgnut bez optužbe za preljub, muž je morao vratiti veći dio miraza. Zakon je pravio tako jasnu razliku između imovine dvoje supružnika, da ni darovi koje su njih dvoje međusobno razmjenjivali nisu bili priznati kao takvi: ako su se supružnici razveli ili rastavili, darovatelj je mogao tražiti vratiti mu njegov dar.

#### Razvod
Razvod je bio zakonski, ali prilično neformalni postupak, koji se uglavnom sastojao od toga da supruga napusti svog muža i uzme natrag svoj miraz. Prema Valeriju Maksimu, razvoda je bilo već 604. pr. Kr. ili još ranije, a i Zakonik dvanaest ploča predviđaju mogućnost razvoda. Razvod je bio društveno prihvatljiv ako je izvršen u skladu s tradicijom (mos maiorum). Do Ciceronovog i Cezarovog doba razvod je već bio uobičajena pojava uz koju se nije vezivao nikakav osjećaj "srama" i koji je prije bio predmet ogovaranja nego javne sramote. Valerije Maksim kaže da je Lucije Anije bio kritiziran zato što se razveo od svoje supruge, a da se nije posavjetovao s prijateljima; odnosno, učinio je nešto za svoju dobrobit bez razmatranja posljedica koje taj čin može imati na njegovu mrežu kontakata (amicitia i clientela). Stoga su ga cenzori 307. pr. Kr. izbacili iz senata zbog moralne pokvarenosti.
Međutim, drugi izvori tvrde da je do prvog razvoda došlo tek 230. pr. Kr., kada se, kako bilježi Dionisije Halikarnašanin ―"Spurije Karvilije, ugledan čovjek, prvi razveo od svoje supruge", i to zato što je počinila preljub. Vjerojatno se radilo o Spuriju Karviliju Maksimu Rugi, koji je bio konzul 234. i 228. pr. Kr. Međutim, podaci koje donose antički izvori dosta su zbrkani.
U klasično doba rimskog prava, tj. u vrijeme pozne republike i principata, muškarac ili žena mogli su razvrgnuti brak jednostavno zato što su tako željeli, i nikakav dodatni razlog nije bio potreban. Budući da je i imovina tijekom samog braka bila odvojena, razvod "slobodnog" braka bio je vrlo jednostavan postupak.

#### Ponovna udaja
Slučajevi sklapanja novog braka nisu bili rijetki među rimskom elitom. Za pripadnike aristokracije nije bilo neuobičajeno da nakon smrti supružnika udovac ili udovica vrlo brzo stupe u novi brak. Premda nikakva zakonska ograničenja nisu postojala, ipak je bilo uobičajeno da žena čeka deset mjeseci prije no što se eventualno ponovno uda. Radoblje od deset mjeseci možda je uvedeno zbog moguće trudnoće: ako je žena zatrudnjela nedugo prije muževe smrti, desetomjesečno razdoblje osigurava da ne će biti nikakvih teškoća oko utvrđivanja očinstva, što bi moglo utjecati na djetetov društveni status i pravo nasljeđivanja. Nije bilo zakona koji bi trudnicama zabranjivao udaju i ima nekoliko poznatih primjera: August se oženio Livijom kad je ona nosila dijete svoga bivšeg muža, a kolegij pontifika presudio je kako je taj brak dopušten pod uvjetom da se prvo utvrdi djetetov otac. Livijin bivši muž čak je i prisustvovao njenom vjenčanju s Augustom.
Budući da su se brakovi među pripadnicima viših slojeva često sklapali iz političkih ili imovinskih razloga, udovica ili razvedena žena koja je bila imućna ili politički važna nije se sretala gotovo ni s kakvim prjeprjekama prilikom nove udaje. Bilo je daleko vjerojatnije da će ona biti zakonski emancipirana nego neka nevjesta koja prvi put stupa u brak, kao i da će imati utjecaja na izbor svog novog supruga. Brakovi Fulvije, koja je zapovijedala vojskom tijekom posljednjeg građanskog rata u republici i koja je bila prva Rimljanka čiji je lik bio predstavljen na novcu, vjerojatno su odslikavali njene vlastite političke naklonosti i ambicije: prvo se udala za istaknutog populara Publija Klodija Pulhera, koji je ubijen na ulici nakon dugog političkog sukoba s Ciceronom, zatim za Skribonija Kuriona, koji je ideološki bio manje postojan i koji je u trenutku svoje smrti već bio prešao na stranu Julija Cezara, i naposljetku za Marka Antonija, posljednjeg protivnika oligarhijske republike i suparnika prvog rimskog cara.
Grčki povjesničar Plutarh nagovješćuje kako je drugo vjenčanje u Rimljana vjerojatno bilo skromnije od prvog, jer bi udovica još uvijek osjećala nedostatak svoga pokojnog supruga, a razvedena žena bi trebala osjećati stid. Međutim, premda su okolnosti razvoda mogle biti sramotne i ideal je bio ostati zauvijek u braku s istom osobom, nije bilo neke opće osude ponovnog stupanja u brak; naprotiv, biti u braku smatralo se ispravnim i željenim stanjem za svaku odraslu osobu, i muškarca i ženu. Katon Mlađi, koji se predstavljao sljedbenikom svog imenjaka, Katona Starijeg, dopustio je svojoj trudnoj supruzi Marciji razvesti se od njega i udati se za Kvinta Hortenzija, pošto je odbio za ovog šezdesetogodišnjaka udati svoju mladu kćer. Kad je Marcija ostala udovica i naslijedila veliko bogatstvo, Katon se ponovno oženio njome na ceremoniji koja je bila daleko manje formalna od uobičajene. Ženama su se, međutim, ponekad izrugivali ako su se udavale previše često ili iz zle namjere, posebno ako se moglo implicirati kako su bile motivirane seksualnim željama i taštinom.

#### Vanbračna zajednica
Prema rimskom zakonu, konkubina je bila žena koja je živjela u stabilnoj monogamnoj vezi s muškarcem koji nije bio njen suprug.  S položajem konkubine nije se povezivala nikakva sramota, a konkubina je naposljetku mogla postati supruga. U konkubinatu partneri su međusobno mogli razmjenjivati darove, za razliku od braka, gdje se održavala stroža podjela imovine između dvoje supružnika.
Muškarac i žena obično su se oprjedeljivali za život u vanbračnoj zajednici onda kad je njihov nejednak društveni status predstavljao prjeprjeku za sklapanje braka: na primjer, čovjek iz senatorskog staleža i žena koja se nalazila na nižem stupnju društvene ljestvice, kao što je bivša robinja ili žena koja dolazi iz neugledne siromašne obitelji ili se bavila prostitucijom. Muškarac i žena koji nisu imali pravo na zakoniti oblik braka poznat kao conubium također su mogli stupiti u vanbračnu zajednicu, a isti je slučaj bio, na primjer, sa ženom iz viših društvenih slojeva koja je voljela muškarca nižeg socijalnog statusa. Konkubinat se od braka razlikovao prvenstveno po statusu djece koja bi se rodila u takvoj vezi. U konkubinatu djeca su nasljeđivala majčin socijalni status, a ne očev, kako je bilo uobičajeno u braku.

#### Nasilje u obitelji
Rimski zakon nije muškarcu dopuštao nikakvo nasilje prema supruzi, ali kao što je slučaj sa svim kaznenim djelima, može se pretpostaviti da zakoni protiv nasilja u obitelji nisu značili da se takvo nasilje nije zbivalo. Prema Plutarhu, Katon Stariji je izjavio "da je čovjek koji je udario svoju suprugu ili dijete spustio svoje nasilne ruke na nešto najsvetije, a također je mislio da je više vrijedno hvale biti dobar muž nego dobar senator". Premda današnji pojmovi dobrog odnosa između muža i žene cijene druge stvari, u doba rimske republike od uglednog se čovjeka očekivalo prema supruzi se odnositi ljubazno i sebe smatrati dobrim mužem. Ako je muž tukao ženu, to je predstavljalo dovoljan razlog za razvod braka i pokretanje drugih zakonskih postupaka protiv njega.
Obiteljsko nasilje spominje se u povijesnim izvorima uglavnom onda kad uključuje šokantna pretjerivanja među višim društvenim slojevima. Car Neron navodno je dao ubiti svoju prvu suprugu (i rodicu), Klaudiju Oktaviju, nakon što ju je prvo utamničio i podvrgnuo mučenju. Neron se tad oženio svojom trudnom ljubavnicom, Popejom Sabinom, koju je usmrtio šutirajući ju nakon što ga je ona iskritizirala. Neki današnji povjesničari vjeruju da je Popeja umrla zbog pobačaja ili na porođaju i da je priča o njenom ubojstvu smišljena kako bi se ocrnio Neron. Omraženi car Komod također je navodno ubio i suprugu i svoju sestru.

### Žena kao majka
Od rimskih žena očekivalo se rađati djecu, no pripadnice elite, naviknute na određeni stupanj samostalnosti, sve su se manje željele posvetiti tradicionalnom majčinstvu. Do 1. stoljeća pr. Kr. pripadnice elite uglavnom su izbjegavale dojiti bebe i unajmljivale su dojilje. Ta je praksa postojala već početkom 2. stoljeća pr. Kr., kad rimski komediograf Plaut usput spominje dojilje. Budući da se majčino mlijeko smatralo najboljim za bebu, žene iz viših slojeva mogle su ipak odlučiti svoju bebu same dojiti, osim ako ih neki tjelesni razlozi nisu u tome sprječavali. Ako je žena odabrala da ne će sama dojiti bebu, mogla je posjetiti Mliječni stup (Columna lactaria), gdje su siromašni roditelji mogli od dojilja dobiti mlijeko za svoje bebe, a oni koji su to sebi mogli priuštiti, mogli su i unajmiti dojilju. Licinija, supruga Katona Starijeg (umro 149. pr. Kr.) ne samo što je dojila vlastitog sina, nego je ponekad dojila i bebe svojih robova, kako bi među njima potaknula "bratsku ljubav". Do vremena Tacita (umro 117. g. n. e.) praksa u kojoj pripadnice elite same doje svoje bebe bila je idealizirana kao jedan od starih dobrih običaja.
Čini se da je teško utvrditi u kojem su stupnju muževi sudjelovali u odgoju veoma male djece. Čini se da su tradicionalisti, kao što je Katon, sudjelovali u tom odgoju: Katon je volio biti prisutan kad je njegova supruga kupala i povijala njihovu bebu.
Velike obitelji nisu bile uobičajene među rimskom elitom već u doba pozne republike (146. – 30. pr. Kr.); obitelj Publija Klodija Pulhera, koji je imao najmanje tri sestre i dva brata, smatrala se neuobičajeno velikom. Natalitet je među rimskom elitom toliko opao, da je prvi rimski car August (vladao 30. – 14. n. e.) donio niz zakona s ciljem povećanja nataliteta, uključujući i dodjeljivanje posebnih počasti ženama koje rode najmanje troje djece (tzv. ius trium liberorum). One koje su bile neudate, razvedene, udovice ili neplodne nisu mogle naslijediti imovinu osim ako nisu poimence spomenute u oporuci.
Rimljanke nisu bile cijenjene samo zbog broja djece koju su rodile, nago i za ulogu koju su igrale u njihovom obrazovanju i odgoju koji ih je pripremao da postanu dobri građani. Kako bi uspješno odgodila svoju djecu, uzorita je rimska majka morala i sama biti dobro obrazovana.
Jedna od Rimljanki koje su bile znamenite po svojoj snazi i utjecaju koji su izvršile kao majke bila je Kornelija, majka braće Garkha. Julije Cezar, čiji je otac umro još dok je on bio dijete, održavao je prisan odnos sa svojom majkom, Aurelijom, čija je politička snaga bila odigrala odlučujuću ulogu u spašavanju njenog osamnaestogodišnjeg sina od pogubljenja tijekom Sulinih proskripcija.

## Svakodnevni život
Pripadnice elite morale su upravljati velikim i složenim kućanstvom. Budući da su bogati parovi često imali više kuća i seoskih imanja, s desecima i čak stotinama robova, od kojih su neki bili obrazovani i visoko kvalificirani, ta je odgovornost bila jednaka upravljanju omanjom korporacijom. Uz društveno-politički značaj dočekivanja gostiju, klijenata i uglednih posjetitelja iz inozemstva, muž je svoje jutarnje sastanke (salutatio) držao doma. Kuća (domus) bila je i središte obiteljskoga društvenog identiteta, i u njenom atriju (atrium) bili su izloženi portreti predaka (imagines). Budući da su ambiciozni ljudi iz plemenitih obitelji često odlazili od kuće i nalazili se na vojnom pohodu ili su vršili neku državnu funkciju u provincijama, ponekad i u razdoblju od nekoliko godina, upravljanje obiteljskom imovinom i poslovima često je bilo ostavljeno njihovim suprugama; na primjer, dok je Julije Cezar izbivao iz Rima tijekom 50-ih godina pr. Kr., Cezarova supruga Kalpurnija Pizonis bila je odgovorna za vođenje njegovih poslova. Kad je August 8. godine nove ere prognao Ovidija, jednog od najvećih rimskih pjesnika, Ovidijeva supruga iskoristila je svoje društvene veze i pravne manevre kako bi sačuvala obiteljski imetak, o kojem je ovisio njihov život. U pjesmama koje je napisao tijekom izgnanstva Ovidije izražava svoju ljubav i divljenje prema svojoj supruzi. Štedljivost, škrtost i strogost smatrane su vrlinama koje je jedna uzorna matrona trebala imati.
Jedan od najvažnijih ženinih zadataka u velikom kućanstvu bilo je nadgledanje izrade odjeće. Nekada davno predenje vune bila je jedna od glavnih kućnih djelatnosti i označavala je samoživost jedne obitelji, jer se vuna proizvodila na njenom imanju. Čak i u gradu vuna je često bila simbol ženinih dužnosti, i oruđe za predenje vune često se pojavljuje na nadgrobnim spomenicima kako bi se pokazalo da je žena koja je tu pokopana bila dobra i časna matrona. Čak i od žena iz viših društvenih slojeva očekivalo se biti vične predenju i tkanju, po plemenitom uzoru svojih jednostavnih predaka; te se prakse, na primjer, gotovo na teatralan način pridržavala Livija.

### Poslovi
"Jedno od najčudnijih obilježja tog doba", zamijetio je francuski klasični filolog Gaston Boissier, "jest to što se čini da su žene bile uključene u vođenje poslova i tržišne spekulacije isto kao i muškarci. One upravljaju imanjima, ulažu novac, daju i uzimaju zajmove. Među Ciceronovim vjerovnicima nalazimo jednu ženu, a među njegovim dužnicima njih dvije". Premda žene nisu mogle vršite službene državne funkcije, mogle su se baviti biznisom.
Čak ni bogate žene nisu sjedile prekriženih ruku i uživale u besposlenosti. U višim slojevima i muškarci i žene davali su novac na zajam ljudima iz istog staleža, koji tako nisu morali ići lihvaru. Kad je Plinije Mlađi razmišljao o kupnji jednog imanja, uračunao je kao jamstvo i zajam od svoje svekrve. Žene su financirale i javne radove, kao što se vidi na mnogim natpisima iz carskog razdoblja. Polita, koja se pojavljuje u Pionijevom mučeništvu, posjedovala je imanja u Aziji, a natpisi spominju njenu darežljivost koju je izrazila kad je financirala obnovu vježbališta u Sardu.
Pošto su žene mogle posjedovati imovinu, mogle su se baviti istim poslovnim transakcijama i upravljačkim praksama kao i svi drugi zemljoposjednici. Kao i muškarci, i žene su, kako se čini, upravljale robovima na različite načine, u rasponu od relativne brige, preko nemara, pa sve do otvorenog nasilja. Tijekom prvog ustanka robova, Megaliju i njenog supruga Damofila ubili su robovi zbog njihove okrutnosti, ali su kći, koja je prema robovima postupala ljubazno, poštedjeli i omogućili joj otploviti sa Sicilije zajedno s njenom naoružanom pratnjom.
Za razliku od zemljoradnje, trgovina nije smatrana zanimanjem dostojnim čovjeka senatorskog staleža. Prema Ciceronu, trgovac treba kupiti zemlju ako želi steći ugled. Međutim, gledišta su se promijenila tijekom carstva, a Klaudije je donio zakone kojima su se pripadnici viših slojeva ohrabrivali upustiti se u pomorsku trgovinu i brodogradnju. Poznato je da su i žene iz viših slojeva posjedovale poslovne korporacije i njima upravljale.
U rimskoj književnosti, koja je pisana za elitu i koju je uglavnom elita i čitala, nema puno podataka o trgovini i obrtima, no pogrebni natpisi ponekad bilježe zanimanje pokojnika, uključujući i žene. Zna se da su žene posjedovale tvornice opeke i njima upravljale. Žena je mogla steći vještine potrebne kako bi pomogla u poslu svom suprugu ili upravljala nekim vidovima njegovog posla. Artemida, koja se bavila pozlaćivanjem, bila je udata za Dionizija, koji je proizvodio kacige, kako pokazuje jedna tablica s kletvom, na kojoj se moli za uništenje njihovog doma, radionice, posla i života. Položaj običnih žena koje su se bavile biznisom bio je, izgleda, smatran iznimnim. Zakoni donošeni tijekom carskog razdoblja imali su za cilj kažnjavanje žena za preljub, ali su od sudskog gonjenja bile izuzete one "koje vode neki posao ili radionicu".
Neka od tipičnih zanimanja rimskih žena bila su, na primjer, dojilja, glumica, plesačica ili akrobat, prostitutka i porodilja, od kojih nisu sva, dakako, bila podjednako ugledna. Prostitutke, plesačice i glumice, na primjer, bile su stigmatizirane kao infames, odnosno kao ljudi koji su imali malo pravnih mehanizama zaštite čak i kad su bili slobodni. Natpisi ukazuju na to da su dojilje (nutrices) bile vrlo ponosne na svoje zanimanje. Žene su mogle biti i pisari, tajnice, uključujući i "djevojke obučene za lijepo pisanje", tj. za kaligrafiju. Plinije Stariji donosi popis žena umjetnica i njihovih slika.
Većina Rimljana živjela je u stambenim višekatnicama (insulae), a u onim u kojima su živjele plebejske obitelji i stranci obično nije bilo kuhinje. To je značilo procvat radionica za pripremu gotove hrane. Većina siromašnih Rimljana, i muškaraca i žena, i mladih i starih, zarađivala je za život svojim vlastitim radom.

### Politički život
Žene nisu mogle vršiti političke funkcije niti služiti u vojsci, ali mitološke konstrukcije Rimske Republike priznavale su primjere ženskog domoljublja, vrline i požrtvovanosti i istodobno kritizirale primjere njihovog samoživog i izdajničkog ponašanja. O utjecaju žena na politički život pozne republike povjesničar Ronald Syme zamjećuje:

Izopćene iz javnog života, ali opremljene društvenim prestižom svoje obitelji ili muža, kćeri nobila koristile su stvarnu i prikrivenu moć koja dolazi s utjecajem. One postižu više od prosječnog senatora i gotovo isto ono što može postići bivši konzul tihim vršenjem svog "autoriteta" (auctoritas) u grupi sebi ravnih ljudi ― i one su svakako prethodnica moćnih princeza iz dinastije Julijevaca i Klaudijevaca.

Tijekom građanskih ratova koji su doveli do propasti republike Apijan izvješćuje o junaštvima ženâ koje su spašavale svoje muževe. Jedan epitaf poznat kao Laudatio Turiae sadrži posmrtnu pohvalu koju muž upućuje svojoj supruzi, koja je tijekom građanskog rata nakon Cezarove smrti ugrozila vlastiti život i odrekla se svog nakita kako bi pomogla suprugu koji se nalazio u izgnanstvu. Oboje su preživjeli to nemirno doba i potom dugo uživali u svom braku. Porcija, kći Katona Mlađeg i supruga Marka Junija Bruta, Cezarovog atentatora, doživjela je ne tako sretan, ali zato, gledano očima onog vremena, junački kraj: nakon propasti republike počinila je samoubojstvo, upravo kao i njen otac.
S usponom Augusta na vlast u posljednjim desetljećima 1. stoljeća pr. Kr. smanjila se moć rimskih magistrata i tradicionalne oligarhije, ali mogućnost da žene, oslobođenici i robovi vrše svoj utjecaj u potaji time nisu bile smanjene, pa se čak može reći i kako su se povećale.
Jedna od znamenitih žena bila je Livija Druzila Augusta (58. pr. Kr. – 29. po Kristu), supruga cara Augusta i najmoćnija žena ranog rimskog carstva, koja je nekoliko puta vršila dužnost regentice i uvijek bila odana Augustova savjetnica. Neke žene iz carske obitelji, kao što je Agripina Mlađa, Livijina praunuka i Kaligulina sestra, stekle su politički utjecaj i veliki značaj u javnosti.
Žene su sudjelovale i u pokušajima svrgavanja careva za koje se smatralo da zlorabe svoju moć. Ubrzo nakon što je umrla Kaligulina sestra Druzila, njen udovac Marko Emilije Lepid i njene sestre Agripina Mlađa i Livila sklopile su urotu s ciljem svrgnuti Kaligulu s prijestolja. Urota je otkrivena, pa je Lepid bio pogubljen, a Agripina i Livija poslate u izgnanstvo, iz kojeg su se vratile tek kad je njihov ujak Klaudije stupio na prijestolje nakon što je Kaligula ubijen 41. godine.
Žene su ponekad pokretali i manje plemeniti motivi. Klaudijeva treća supruga, Valerija Mesalina, sklopila je s Gajem Silijem urotu s ciljem svrgavanja svog muža i s nadom da će se na vlast doći ona sama i njen ljubavnik.
Tacit je proslavio Epihariju, koja je sudjelovala u Pizonovoj uroti i tom prilikom pokušala pridobiti podršku rimske mornarice, ali je umjesto toga bila uhapšena. Kad je urota bila otkrivena, ona je odbila otkriti bilo što, pa čak i nakon što je bila podvrgnuta mučenju, za razliku od senatora, koji nisu ni bili stavljeni na muke, a ipak su požurili ispričati sve što su znali. Tacit hvali i Egnaciju Maksimilu jer je žrtvovala svoje bogatstvo kako bi se uz svog nevinog supruga suprotstavila Neronu.

### Religija
Žene su prisustvovale većini rimskih festivala i vjerskih kultnih obreda. Na nekim obredima prisustvo žena bilo je obvezno, premda je njihovo sudioništvo moglo biti ograničeno. Prema pravilu, žene nisu vršile prinošenje životinjskih žrtvi, što je bio središnji obred u većini javnih ceremonija, premda se tu manje radilo o zabrani, a više o tome da su svećenici rimske državne religije najvećim dijelom bili muškarci. Neki kultni obredi bili su namijenjeni samo ženama, primjerice obredi u čast Dobre Boginje (Bona Dea).
Svećenice su igrale istaknutu i važnu ulogu u državnoj rimskoj religiji. Premda je državnih kolegija muških svećenika bilo daleko više, šest žena koje su činile kolegij Vestalki bile su jedino "profesionalno svećenstvo s punim radnim vremenom" u Rimu. Latinska riječ za svećenika, bilo muškarca bilo ženu, glasi sacerdos (u množini: sacerdotes). Za žene koje obavljaju religijske dužnosti rabe se nazivi sacerdos, često u vezi s nekim božanstvom ili hramom, npr. sacerdos Cereris ili Cerealis (= "svećenica Cerere", što je položaj koji muškarci nikad nisu držali); zatim magistra (= "učiteljica", tj. visoka svećenica koja je stručna za vjerska pitanja); te ministra (= "pomoćnica", posebno ona koja služi nekom božanstvu). Magistra ili ministra bila je odgovorna za redovito vršenje obreda u okviru kulta određenog božanstva. Većina informacija o ovim svećeničkim dužnostima dobiva se s epitafa, na kojima se, međutim, često ne navodi kakav je bio bračni status žene..
Vestalke su zauzimale posebno istaknuti položaj u rimskoj religiji, te specijalan status i povlastice u društvu, a mogle su vršiti i nemali utjecaj na političke događaje. Također su mogle steći "znatno bogatstvo". Nakon preuzimanja dužnosti Vestalka je bila emancipirana od očeve vlasti. U arhajskom rimskom društvu Vestalke su bile jedine žene koje nisu bile pod zakonskom skrbi nekog muškarca i odgovarale su jedino vrhovnom svećeniku (pontifex maximus). Vestalke su se morale zavjetovati na djevičanstvo, što ih je oslobađalo tradicionalne obveze udati se i rađati djecu, ali je i kazna u slučaju kršenja tog zavjeta bila vrlo stroga: Vestalka koja je oskrnavila svoj položaj bila bi živa sahranjena. Vestalke su tako uživale neovisnost koja je bila postavljena u odnosu prema zabranama koje su im bile nametnute. Osim što su vršile određene vjerske obrede, Vestalke su, makar simbolično, sudjelovale u svakom službenom obredu žrtvovanja, jer su bile odgovorne za pripremanje smjese neophodne žrtvu (mola salsa). Vestalke su, kako se čini, zadržale svoj vjerski i društveni ugled sve do kraja 4. stoljeća nove ere, kad su kršćanski carevi ukinuli taj svećenički red.
Neke svećeničke dužnosti obavljali su zajedno bračni parovi. Flamen Dialis, visoki svećenik Jupiterov, morao je biti u braku kako bi obavljao tu dužnost; njegova supruga, Flaminica Dialis, imala je vlastitu svećeničku odjeću i, kao i njen muž, bila je podložna određenim, dosta nejasnim magijsko-religijskim ograničenjima. Flaminica Dialis možda je predstavljala iznimku po tome što je, iako žena, obavljala i životinjska žrtvovanja; ona je Jupiteru prinosila ovna na svake nundinae, što je bio osmodnevni ciklus koji se može usporediti s današnjim sedmodnevnim tjednom. Njih dvoje nisu se smjeli razvesti, a ako bi flaminica umrla, flamen je morao napustiti svoj svećenički položaj.
Kao i flaminica Dialis, i regina sacrorum (= "kraljica svetih obreda") nosila je posebnu odjeću i vršila životinjska žrtvovanja, jer je svakog prvog dana u mjesecu prinosila Junoni krmaču ili žensko janje. Imena nekih kraljica sacrorum zabilježena su na natpisima. Regina je bila supruga "kralja svetih obreda" (rex sacrorum), koji se nalazio na drevnom svećeničkom položaju i u najstarije doba imao je veći prestiž i od vrhovnog svećenika.
Ove visoke javne dužnosti koje su obavljale žene proturječe uvriježenom shvaćanju da su žene u Starom Rimu sudjelovale samo u privatnim ili kućnim vjerskim obredima. Dvostruki muško-ženski svećenički položaji možda odslikavaju tendenciju Rimljana u religijskoj sferi pronaći neku vrstu rodne ravnoteže; većina božanskih moći predstavljena je i muškim i ženskim božanstvom, kako se vidi po parovima kao što je Liber i Libera. Dvanaest glavnih božanstava činilo je šest muško-ženskih parova, a rimska religija odmakla se od indoeuropske tradicije po tome što je u vrhovnu trijadu uz Jupitera uvrstila dvije boginje, Junonu i Minervu. Ta se trijada "nalazila u samom središtu rimske religije".
Od razdoblja srednje republike (274. – 147. pr. Kr.) grad Rim je sve više obilježen vjerskom raznolikošću. U mnogim religijama koje nisu pripadale najstarijem rimskom državnom kultu vodeću su ulogu zauzele žene, među njima i u kultu Izide i Velike Majke (Magna Mater). Na jednom epitafu nalazi se izraz sacerdos maxima, koji se odnosi na ženu koja je obavljala dužnost vrhovne svećenice u hramu Velike Majke blizu današnje Bazilike sv. Petra.
Privatni vjerski obredi, makar su slabije dokumentirani od državnih, također su se ticali nekih vidova života vezanih samo za žene. U doba kad je smrtnost djece dostizala i stopu od 40 posto, tražena je pomoć bogova u opasnom trenutku porođaja i kod brige za novorođenče. Molitve su upućivane Junoni, Dijani, Lucini, bogovima porođaja (dii nixi) i cijelom nizu manjih božanstava povezanih s porođajem i djetinjstvom.
Rimski pisci, svi odreda muškarci, na različite načine opisuju religioznost žena: neki predstavljaju žene kao uzore rimske vrline i odanosti, ali, zbog ženskog temperamenta, i kao sklone pretjeranom vjerskom žaru, magiji i praznovjerju. Niti je "privatno" bilo isto što i "tajno": Rimljani su bili sumnjičavi prema tajnim vjerskim obredima, a Ciceron upozorava da žene ne trebaju noću prinositi žrtve, osim onih koje su u kultu predviđene vršiti se pro populo, tj. u ime rimskog naroda i za javno dobro.

### Društveni život
Rimljanke nisu bile ograničene na život u kući, kakav je bio slučaj s Atenjankama u arhajskom i klasičnom razdoblju stare Grčke. Imućne žene kretale su se po gradu u nosiljkama koje su nosili robovi. Žene su svaki dan izlazile na ulicu kako bi se srele sa svojim prijateljicama, prisustvovale vjerskim obredima u hramovima i zalazile u javna kupatila. Najbogatije obitelji imale su kupatilo u kući, ali većina ljudi odlazila je u javne terme ne samo na kupanje, nego i radi druženja, jer su se u većim kompleksima termi nudile raznovrsne usluge i mogućnosti za bavljenje raznovrsnim rekreaktivnim aktivnostima, a ni neobvezni seks nije bio isključen. Jedno od najtežih pitanja vezanih za rimski društveni život je to jesu li su se pripadnici oba pola zajedno kupali. Dostupni podaci ukazuju na to kako su se, do vremena pozne republike, žene obično kupale u posebnom krilu ili u posebnoj zgradi, odnosno da su muškarcima i ženama bili namijenjeni posebni vremenski termini. No, postoje i jasni dokazi da je od vremena pozne republike, pa sve do uspona kršćanstva u doba poznog carstva prakticirano i zajedničko kupanje. Neki ispitivači misle da su se s muškarcima kupale samo žene iz nižih društvenih slojeva i one sumnjivog zanimanja, kao što su zabavljačice i prostitutke, no Klement Aleksandrijski zamjećuje da se u javnim kupatilima mogu vidjeti žene iz najviših društvenih slojeva. Car Hadrijan zabranio je zajedničko kupanje, ali čini se da ta zabrana nije dugo opstala. Praksa je vjerojatno bila različita u različitim vremenskim razdobljima, gradovima te samim kupatilima, pa su žene mogle i same odabrati hoće li se kupati zajedno s muškarcima ili ne.
Za zabavu Rimljanke su mogle pohađati rasprave na Forumu, javne igre (ludi), utrke dvokolica i kazališne predstave. Od vremena pozne republike žene su redovito prisustvovale večernjim gozbama, premda su ranije žene u jednom kućanstvu objedovale izdvojeno od muškaraca. Konzertvativni Rimljani kao Katon Stariji (234. – 149. pr. Kr.) smatrali su nepristojnim da žene uzmu djelatnog sudioništva u javnom životu; njegove žalbe ukazuju na to da su u praksi neke žene doista javno izražavale svoje mišljenje u vezi s državnim poslovima.
Rimski vojskovođe ponekad bi u vojni pohod sa sobom poveli i svoje supruge, premda se to pokušavalo obeshrabriti. Kaligulina majka Agripina Starija često je svog supruga Germanika pratila na njegovim pohodima u sjevernoj Germaniji, pa se zbog toga i budući car Klaudije rodio u Galiji. Imućne žene mogle su proputovati cijelo carstvo i često su prisustvovale vjerskim ceremonijama i religijski značajnim mjestima diljem carstva. Ljeti su imućne žene iz Rima odlazile na selo, kad bi u gradu postalo previše vruće.

### Odjeća i kozmetika
Rimljanke su pazile na svoj izgled, premda se na ekstravaganciju nije gledalo s odobravanjem. Ukrašavale su se kozmetičkim sredstvima i spravljale različite preparate za kožu. Ovidije je čak napisao pjesmu pod naslovom Kozmetika lica (De medicamine faciei) o ispravnom nanošenju šminke. Za izbjeljivanje lica žene su rabile bijelu kredu ili arsenik, a kako bi dodale boju obrazima nanosile su ruž napravljen od olova ili karamina; olovo su koristile i za isticanje očiju. Provodile su puno vremena u namještanju frizure i kosu su često bojile u crno, crveno ili plavo. Redovito su nosile i perike.
Od odjeće, gospođe (matrone) obično su nosile dvije jednostavne tunike i preko njih plašt koji se zvao stola. Stola je bila dugačka bijela haljina s kopčama na ramenima i pojasom oko struka, a padala je sve do stopala. Imućne žene svoju su stolu mogle dodatno ukrasiti. Kad je izlazila iz kuće, žena je preko stole nosila palu (palla), koja je bila prikopčana na ramenu. Djevojke, kojima nije bilo dopušteno nositi stolu, oblačile su tunike. Prostitutke i preljubnice nosile su mušku togu. Imućne su Rimljanke nosile nakit od smaragda, akvamarina i opala, između ostalog minđuše, ogrlice, prstenje, a ponekad i bisere ušivene u cipele i odjeću.
Nakon rimskog poraza u kod Kane ekonomska kriza dovela je 215. pr. Kr. do usvajanja Opijevog zakona (lex Oppia), čiji je cilj bio ograničiti privatno i javno rasipništvo. Zakon je postavio ograničenja na posjedovanje i pokazivanje zlata i srebra (bilo kao novca, bilo kao ukrasa), na nošenje skupocjene odjeće i na "nepotrebnu" uporabu kola i nosiljki. Pobjedom nad Kartagom u Rim se slilo silno bogatstvo, pa je 195. pr. Kr. Opijev zakon bio ponovno razmatran. Tadašnji konzul, Katon Stariji, zalagao se za očuvanje tog zakona: osobna etička načela i uzdržljivost očito nisu bila dovoljan nadzor rasipništva i raskoši. Raskoš je mogla prouzrokovati zavist i osjećaj sramote u manje imućnih ljudi, pa je stoga bila uzrok podjela u društvu. Rimljanke su, smatrao je Katon, jasno pokazale kako njihovi apetiti, kad se jednom pokvare, ne poznaju više nikakve granice i moraju se ukrotiti. Mnogobrojne rimske gospođe nisu se slagale s ovakvim razmišljanjem i svoje su neslaganje javno iskazivale. Opijev je zakon ukinut 193. pr. Kr. Ipak, Katonovo protivljenje nije naštetilo njegovoj političkoj karijeri. Kasnije, 42. pr. Kr., Rimljanke su, predvođene Hortenzijom, uspješno prosvjedovale protiv zakona koji je trebao oporezovati rimske žene, i to rabeći argument kako nema poreza bez zastupništva. Jedan od pokazatelja da je došlo do popuštanja ograničenja na raskoš predstavlja i pismo Plinija Mlađeg, upućeno Pompeji Celerini, u kojem se hvali raskoš njene vile.

#### Žensko tijelo
Na temelju rimske umjetnosti i književnosti može se zaključiti da su male grudi i široki bokovi predstavljali poželjna obilježja ženskog tijela kakvo su muškarci smatrali primamljivim. Rimska umjetnost iz Augustovog doba pokazuje idealizirane žene kao senzualne i krupne, s punim trbuhom i okruglim grudima, koje ne vise. Prostitutke predstavljene u rimskoj erotskoj umjetnosti imaju mesnata tijela i široke bokove, a grudi im često prekriva strophium (neka vrsta grudnjaka bez bretela), čak i kad im je ostatak tijela nag i kad su prikazane u seksu. Velike grudi su bile ismijavane kao smiješne i smatrane su znakom starosti. Djevojčice su nosile čvrstio stegnut strophium jer se vjerovalo kako će to spriječiti rast grudi, a režim trljanja grudi kukutom započinjao je dok je djevojka još bila djevica i vjerovalo se da sprječava opuštanje grudi. U erotskoj umjetnosti i književnosti na grudi kao seksualni objekt obraća se relativno mala pažnja; grudi su se uglavnom povezivale s dojenjem novorođenčadi i s ulogom žene kao majke. U trenucima ekstremnih emocionalnih kriza, kao što su žalost za pokojnikom i zarobljeništvo u ratu, žene su mogle obnažiti svoje grudi, što je bila gesta s apotropejskom funkcijom.

### Predački običaji i ljubavna poezija
U doba pozne republike kazne za nedopušteno seksualno ponašanje gotovo se uopće nisu primjenjivale, a pojavio se novi ideal romantičnog odnosa između muškarca i žene. Prkoseći tradiciji muške nadmoći, rimski pjesnici iz vremena pozne republike i augustovog doba promicali su spremnost potčiniti se "ljubavnom ropstvu" (servitium amoris). Katul je neke od svojih najboljih pjesama uputio "Lezbiji", udatoj ženi s kojom je imao ljubavnu aferu i koja se obično identificira kao izmišljena Klodija, sestra istaknutog predstavnika populara, Publija Klodija Pulhera. Njihova se veza loše završila, pa se su Katulove izjave ljubavi preokrenule u napade na njene seksualni apetit, što se slaže s onim što Ciceron govori o Klodijinom ponašanju u svom govoru Za Celija, koji je također neprijateljski usmjeren prema njoj.
U Ljubavnom umeću Ovidije ide korak dalje te u obliku didaktičke poezije podučava ljude kako zavesti, zadržati ili preboljeti ljubavnika. Satiričari kao Juvenal žale se na raspusno ponašanje žena.

### Ginekologija i medicina
Gledišta koja se iznose u Hipokratovom korpusu u vezi sa ženskim tijelom i njihovim navodnim slabostima nisu bila prikladna za potrebe žena u helenističkom i rimskom razdoblju, kad su žene vodile aktivan život i više sudjelovale u planiranju obitelji. Ženska fiziologija sve se manje smatrala udaljenom u odnosu na mušku. U starijoj tradiciji seks, trudnoća i porođaj bili su ne samo glavne sastavnice zdravlja žene, nego su smatrani i samom svrhom ženske fiziologije; Muškarcima se, s druge strane, savjetovala umjerenost u svome seksualnom ponašanju, jer će hiperseksualnost prouzrokovati bolesti i umor.
Hipokratsko gledište da je amenoreja fatalna do rimskoj je razdoblja postalo posebno pitanje neplodnosti, i većina rimskih medicinskih pisaca vjerovala je kako do nje dolazi kad se žene upuste u intenzivnu tjelesnu aktivnost tijekom duljeg vremenskog razdoblja. Uravnotežena prehrana, tjelesne vježbe i seksualna aktivnost postale su mogućnosti koje su žene mogle birati. Primjedba kako intenzivna tjelesna vježba može dovesti do amenoreje nagovješćuje da je bilo žena koje su se upuštale u takve režime vježbanja.
Medicinski pisci rimskog razdoblja smatrali su da tjelesna vežba ima ulogu u životu žena, i u bolesti i u zdravlju. Soran preporučuje igre loptom, plivanje, šetnju, čitanje naglas, vožnju, te rekreativno putovanje, što treba blagotvorno djelovati na opće zdravlje. Ispitujući uzroke neželjene trudnoće ovi kasniji medicinski pisci donose i informacije o muškom sterilitetu i ne pretpostavljaju da samo kod žene postoji neki nedostatak.
Hiperseksualnost su trebale izbjegavati i žene i muškarci. Uvećani klitoris, kao i preuveličani falus, smatrani su znakom pretjerane seksualnosti. Premda helenistički i rimski pisci o klitoridektomiji govore prije svega kao o "egipatskom" običaju, ginekološki priručnici iz kršćanskog razdoblja pozne antike navode kako bi se hiperseksualnost mogla liječiti kirurškim putem ili ponovnim porođajem.

## Robinje
Oslobođenice su bile robinje koje su oslobođene postupkom manumisije (manumissio). Oslobođena robinja morala je jedno vrijeme ostati u službi svog bivšeg gospodara, a uvjeti te službe mogli su biti dio prethodnog dogovora o puštanju robinje na slobodu. Bivši gospodar postajao je njen patron. S druge strane, i patron je prema svojim klijentima imao izvjesne obveze, kao što je plaćanje dogovorenih usluga i pružanje pravne pomoći. Odnos između patrona i klijenata bio je jedan od temelja društvene strukture Starog Rima, a propust u izvršenju očekivane obveze donosio je prijezir i ukor. Oslobođene robinje uglavnom su uživale isti status kao i žene koje su bile rođene slobodne. No, pošto prema rimskom zakonu rob nije imao zakonitog oca, oslobođeni robovi nisu uživali pravo nasljeđivanja, osim ako nisu bili izrijekom spomenuti u oporuci.
Odnos između bivše robinje i njenog patrona mogao je biti zamršen. Poznat je jedan pravni slučaj, gdje je žena po imenu Petronija Justa pokušala dokazati, bez pismenog dokaza, da je rođena slobodna. Njena je majka, doduše, bila robinja u kućanstvu Petronija Stefana i Kalatorije Temije, ali Justa je dokazivala da je ona sama rođena tek kad je njena majka već bila oslobođena manumisijom. Kalatorija, sad već udovica, sa svoje je strane tvrdila da se Justa rodila prije no što joj je majka bila oslobođena te da je i sama bila oslobođena manumisijom, pa stoga svojoj bivšoj gospodarici duguje usluge kakve treba pružati patronu. Kalatorija nije imala pismenih dokaza o navodnoj manumisiji, pa se slučaj morao rješavati samo na temelju iskaza svjedoka.
Neobrazovane i nekvalificirane robinje teško su dobivale slobodu, a ako bi i postale slobodne, imale su malo mogućnosti sebi osigurati egzistenciju. Isto tako, oslobođenica koja je prošla kroz obuku i stekla određenu vještinu mogla je na nekom poslu imati prednost u odnosu na ženu rođenu u slobodnoj siromašnoj obitelji.
Status oslobođenih žena, kao i muškaraca, mogao je biti vrlo različit. Antonija Cenis bila je oslobođenica i tajnica cara Vespazijana, a bila je i njegova konkubina. On je navodno živio s njom i bio joj vjeran, ali ona se nije smatrala njegovom suprugom.

## Prostitutke
Žene su se mogle odlučiti na bavljenje prostitucijom kako bi sebi osigurale sredstva za život, ali nisu sve prostitutke bile u mogućnosti same donijeti odluku o tome. Ima nekih pokazatelja da su i robinje koje su se bavile prostitucijom mogle od toga zaraditi. Premda se silovanje smatralo zločinom, u slučaju silovanja robinje zakon je predviđao kazne samo "ako je došlo do oštećenja dobara", jer zakon nije priznavao roba kao osobu. Svrha kazne bila je vlasnika obeštetiti za "štetu" koja je nanesena njegovoj imovini. Budući da je robinja po rimskom zakonu bila imovina, nije se smatralo zločinom ako je vlasnik prisili na prostituciju. Prije Septimija Severa žene koje bi se upustile u čin koji im je donosio sramotu (infamia) dok su bile robinje, tu su sramotu podnosile i nakon što bi bile oslobođene. Ponekad su trgovci, kad bi prodavali robinju, u kupoprodajni ugovor uključivali klauzulu ne serva kako bi spriječili novog vlasnika u prisiljavanju na bavljenje prostitucijom.
Prostitucijom se nisu bavile samo robinje i siromašne građanke; prema Svetoniju, kad je Kaligula u carskoj palači otvorio bordel, za prostitutke je uzeo "gospođe i djevojke" iz viših društvenih slojeva. Tacit bilježi kako je tijekom jedne Neronove gozbe pretorijanski prefekt Tigelin napunio bordele ženama iz višeg staleža. Prostitucija je mogla biti i kazna, a ne zanimanje; jedan Augustov zakon predviđao je da se preljubnice mogu osuditi na rad u bordelima kao prostitutke. Taj je zakon ukinut tek 389. godine.

## Vanjske poveznice
- Dr. Susan Martin, Private Lives and Public Personae, 1997.
- WomenintheAncientWorld.com (2005).
- Moya K. Mason, Ancient Roman Women: A Look at their Lives. Ogled o životu žena u Rimu.
- "Wife-beating in Ancient Rome"  Arhivirana inačica izvorne stranice od 17. svibnja 2008. (Wayback Machine): članak Joy Connolly na TLS, 9. april 2008.
- "An etext version of: Ferrero, Guglielmo. "Women and Marriage in Ancient Rome."  Arhivirana inačica izvorne stranice od 30. lipnja 2017. (Wayback Machine) The Women of the Caesars. The Century Co.; New York, 1911. This edition was created by Jone Johnson Lewis, 2003."